# ステアマン＝ハモンド Y-1
ステアマン＝ハモンド Y-1
- 用途：多用途機
- 設計者：ディーン・B・ハモンド（Dean B. Hammond）
- 製造者：ステアマン＝ハモンド・エアクラフト
- 生産数：約20機

ステアマン＝ハモンド Y-1（Stearman-Hammond Y-1）は、1930年代のアメリカ合衆国の多用途単葉機である。本機はステアマン＝ハモンド・エアクラフト社（Stearman-Hammond Aircraft Corporation）で製造され、アメリカ海軍とイギリス空軍により評価試験を受けた。

## 開発

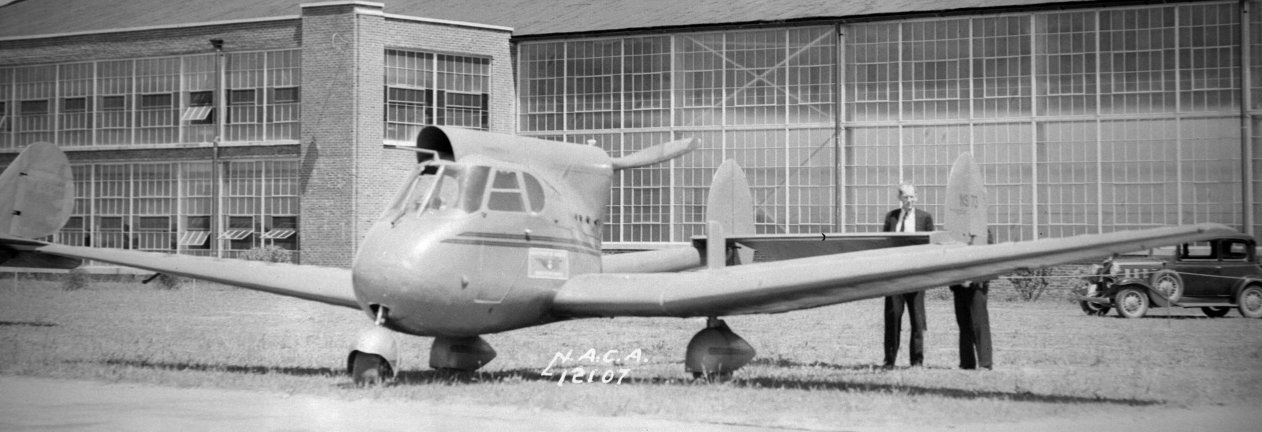
Langleyで試験を受けるY-1

1930年代初めに推進式プロペラを備えるツインブーム式の低翼単葉機ハモンド モデルYを設計したディーン・ハモンド（Dean Hammond）は、航空機設計技師のロイド・ステアマンと協力してこれの量産型を開発した。2人はステアマン＝ハモンド Y-1となるこの機体を生産するために1936年にステアマン＝ハモンド・エアクラフト社を設立した。初号機は出力125  hp (93  kW) のメナスコ C-4エンジンで推進式プロペラを駆動していたが、性能はぱっとしなかったため出力150  hp (112  kW) のメナスコ C-4Sエンジンに換装されてY-1Sと改称された。操縦が容易なように設計されていたが、高価格がたたって僅か20機しか生産されなかった。
この機体は方向舵の類は有せず、垂直尾翼は調節可能であったが飛行中は固定されていた。旋回はエルロンと昇降舵を使用して行った。

## 運用の歴史
1934年に商業航空局（Bureau of Air Commerce）は安全で実質価格$700の航空機のコンテストを催した。1936年にエルクーペ W-1の数多くの安全装備を盛り込んでいたステアマン＝ハモンド Y-1が選ばれ、他にはウォーターマン エアロプレーンとオートジャイロ・カンパニー・オブ・アメリカのスカイカー形式オートジャイロであるAC-35の2機種が選ばれた。商業航空局から1機$3,190の価格で25機のステアマン＝ハモンド Y-1が発注されたが、エンジンを換装したY-Sの生産を促進するために最終的にこの最初の納品は引き取られなかったらしい。
シリアルナンバー0908と0909の2機のY-1SはJH-1としてアメリカ海軍により無線操縦の開発試験用に使用された。1937年12月23日にケープ・メイにあるアメリカ沿岸警備隊の航空基地でJH-1 ドローンを使用した無人無線操縦飛行が実施され、成功を収めた。離陸と着陸は地上の無線装置を通して行われ、飛行中の操縦は滞空中のTG-2に引き継がれた。
KLMは操縦士の主車輪式航空機への慣熟訓練のために1機のY-1（PH-APY）を購入した。
イギリス空軍は元KLM所有の機体を1940年代に評価試験にかけた。

## 派生型
ハモンド モデルY
1934年の商業航空局（Bureau of Air Commerce）主催の安全な航空機コンテスト用の試作機。
ステアマン＝ハモンド Y-1
出力125 hp (93 kW) のメナスコ C-4エンジンを搭載した試作機。
ステアマン＝ハモンド Y-1S
出力150 hp (112 kW) のメナスコ C-4Sエンジンを搭載した量産機。
JH-1
試験に使用した2機のY-1S にアメリカ海軍が与えた名称。

## 運用
オランダ
KLM
 イギリス
- イギリス空軍

 アメリカ合衆国
- アメリカ海軍

## 展示されている機体
- 登録記号NC15522のY-1Sがアメリカ合衆国のサン・カルロスにあるヒラー航空博物館に所蔵されている。

## 要目 (Y-1S)
出典: Smithsonian Collection
諸元
- 乗員: 1
- 定員: 1
- 全長: 8.20 m （26 ft 11 in）
- 全高: 2.31 m （7 ft 7 in）
- 翼幅: 12.19 m（40 ft 0 in）
- 空虚重量: 635 kg （1,400 lb）
- 運用時重量: 975 kg （2,150 lb）
- 動力: メナスコ C-4S 空冷 倒立直列4気筒エンジン、110 kW （150 hp）   × 1

性能
- 最大速度: 209 km/h （113 kn） 130 mph at 3000 ft (915 m)